# Катериничі (рід)
Катериничі — український козацький, а згодом дворянський рід в Російській імперії.
Загалом є кілька родів із цим прізвищем, зв'язок між якими не доведено. Найвідоміший рід походить від Степана Катеринича, який жив у першій половині XVIII ст. За однією з гіпотез, його син Семен Степанович, який жив у Козельці й працював канцеляристом, був позашлюбним сином імператриці Катерини II та Кирила Розумовського. Однак, наприклад, іще в козацькому реєстрі 1649 року в тій місцевості, а саме в сотні Носівській та Кобизькій, уже був Иванъ Катεриничъ.

## Представники
- Катеринич Вадим Петрович (1845—1892) — військовий інженер, архітектор, полковник[5]. Автор зруйнованої 1935 року церкви Св. Марії Магдалини на Шулявці та багатьох інших будівель у Києві.
- Катеринич Митрофан Кирилович — суспільний діяч Російської імперії українського козацького походження, харківський губернатор з грудня 1908[6].
- Катеринич Петро Петрович (1856—1916) — юрист, власник Бобровицького цукрового заводу, меценат, член Товариства імені Тараса Шевченка в Петербурзі.